# Luçan (Gard)
Lussan és un municipi francès, situat al departament del Gard i a la regió d'Occitània.